# Tacinga funalis
Tacinga funalis är en kaktusväxtart som beskrevs av Nathaniel Lord Britton och Joseph Nelson Rose. Tacinga funalis ingår i släktet Tacinga och familjen kaktusväxter. Inga underarter finns listade i Catalogue of Life.